# Sextus Julius Severus
Gnaeus Minicius Faustinus Sextus Julius Severus ou Sextus Julius Severus ou Julius Severus est un général romain du IIe siècle. Il a également occupé le poste de consul suffect en 127.

## Biographie
Julius Severus est né à Colonia Claudia Aequum, en Dalmatie (province romaine) (en), aujourd'hui Čitluk, un petit village de l'actuelle Bosnie-Herzégovine. Il est probablement le descendant de Sextus Julius Silvanus, un vétéran de la Légion VII Claudia et summus curator.
Il est consul suffect au cours des trois derniers mois de 127 avec Lucius Aemilius Juncus (en) comme collègue. Il semble avoir été adopté par Cn. Minicius Faustinus (ou pris son nom).
Il sert comme gouverneur de Mésie probablement dès 128; il est nommé gouverneur de la province romaine de Bretagne vers 131.
En 132 et vers 135, il est transféré au 14e légat de Judée, pour aider à y réprimer la révolte de Bar Kokhba,. Il n'y aurait pas officiellement commandé en chef,. En raison de sa réputation militaire, les historiens l'ont vu comme un dépanneur, envoyé dans des provinces gênantes pour ramener la paix par la guerre et sa présence a été considérée comme une indication de troubles en Grande-Bretagne à l'époque. Il n'y a aucune preuve archéologique suggérant des combats en Grande-Bretagne sous son poste de gouverneur, bien qu'une référence de l'orateur Fronton à de nombreux soldats morts en Grande-Bretagne sous le règne d'Hadrien puisse faire référence à des troubles à cette époque.

« Bientôt [132], cependant, toute la Judée avait été agitée, et les Juifs montraient partout des signes de troubles ... Hadrien envoya contre eux ses meilleurs généraux. Le premier d'entre eux fut Julius Severus, qui fut envoyé de Grande-Bretagne, où il était gouverneur, contre les Juifs. – Cassius Dio, Histoire de Rome LXIX.xiii.1-2 - Épitomé de Xiphilinus »